# Abbaye de Roche
Ne doit pas être confondu avec Abbaye des Roches.
L’abbaye de Roche (appelée anciennement St. Mary de Divisis) est une ancienne abbaye cistercienne située dans le village de Maltby (dans le comté du Yorkshire du Sud), en Angleterre. Comme la plupart des abbayes britanniques, elle a été fermée par Henry VIII durant la campagne de dissolution des monastères.

## Histoire

### Fondation

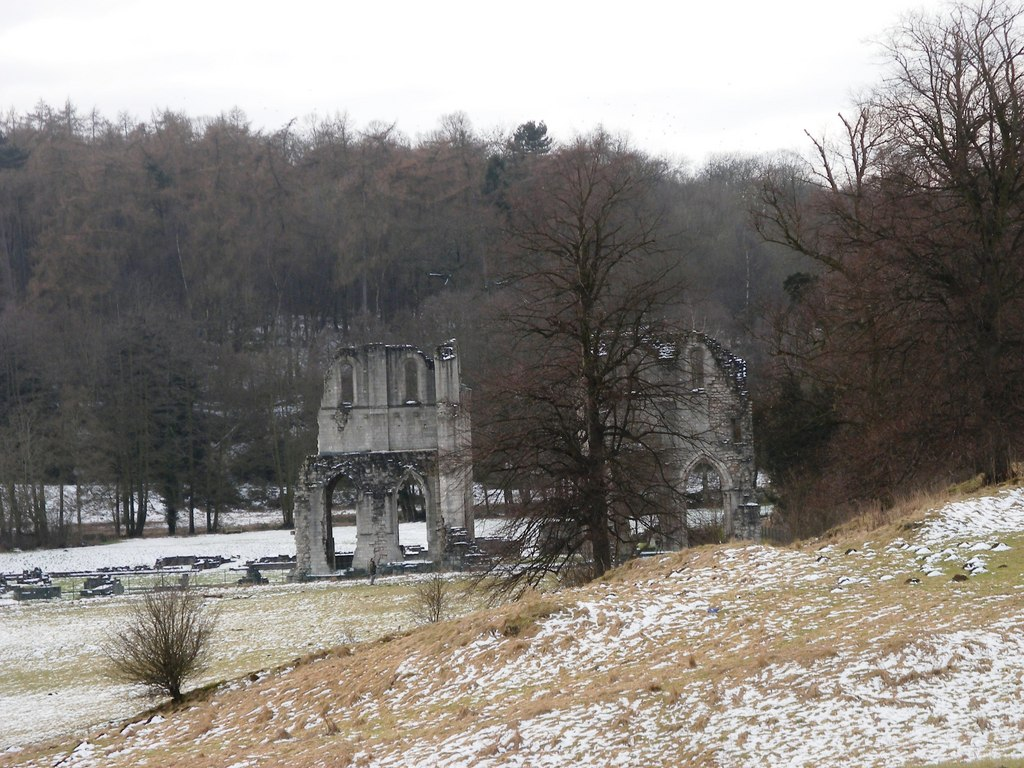
Le site de l'abbaye.

L'abbaye de Roche est fondée en 1147 par Richard Fitz Turgis de Wickersley et Richard de Bully (ou de Busli)

### Moyen Âge
La construction de l'abbatiale dure environ vingt-cinq ans et se termine vers 1170. L'abbaye, située à l'extrémité nord de la forêt de Sherwood, était d'après la légende le lieu de recueillement où se rendait Robin des Bois (ce qui est encore commémoré au XXIe siècle par un pèlerinage le jour de la Trinité.
L'abbaye n'est pas considérée comme très riche : elle semble avoir été le deuxième plus pauvre (sur huit abbayes) établissement cistercien du Yorkshire.

### Liste des abbés de Roche
- Durand, nommé le 30 juillet 1147, reste douze ans en poste ;
- Denis, élu en 1159, reste douze ans en poste ;
- Roger de Tickhill, élu en 1171, reste huit ans en poste ;
- Hugh de Wadworth, élu en 1179, reste cinq ans en poste ;
- Osmund, élu en 1184, reste peut-être vingt-neuf ans en poste
- Reynold, élu en 1213 ?, attesté en 1223, reste quinze ans en poste
- Richard, élu en 1228 ?, attesté en 1229, 1240-1, reste seize ans en poste
- Walter, élu en 1244 ?, attesté en 1246-7, reste quatorze ans en poste
- Alan, élu en 1258 ? ;
- Jordan ;
- Philip, attesté en 1276 ou 1277 ;
- Robert, attesté en 1280 ou 1281 ainsi qu'en 1282 ;
- Thomas, confirmé en 1286 ;
- Stephen, confirmé le 3 novembre 1286, attesté en 1293 ;
- Robert, confirmé le 18 décembre 1299 ;
- John, confirmé le 30 mai 1300 ;
- William, confirmé le 9 décembre 1324 ;
- Adam de Gykeleswyk, confirmé le 4 novembre 1330 ;
- John, attesté en 1341 ;
- Adam, confirmé vers 1347 ;
- Simon de Bankwell, confirmé le 25 octobre 1349 ;
- John de Aston, confirmé en 1358 ;
- John de Dunelmia, attesté en 1364 ;
- Robert de Kesseburg, élu en 1396, attesté en 1404 ;
- William, attesté en 1413 et en 1438 ;
- John Wakefield, confirmé en 1438 ;
- John Gray, confirmé en 1465, quitte sa charge en 1479 ;
- William Tykell, 1479 ;
- Thomas Thurne, 1486 ;
- William Burton, confirmé le 29 février 1488 ;
- John Merpath, confirmé en 1491 ;
- John Heslington, confirmé en 1503 ;
- Henry Cundal, dernier abbé[6].

### Dissolution du monastère

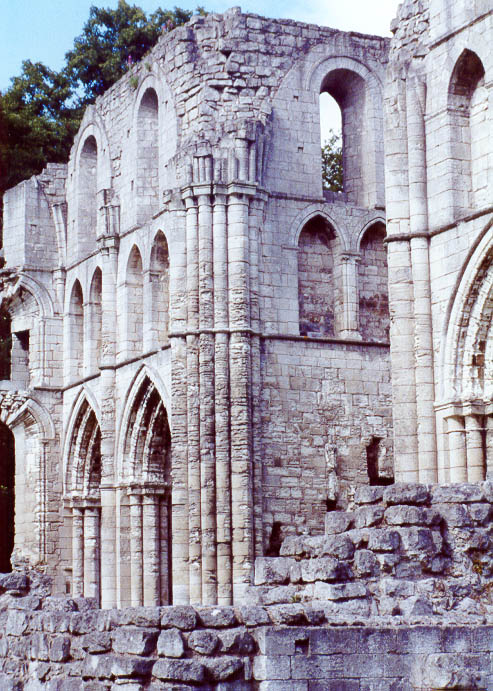
L'ancien transept de l'abbatiale de Roche.

En 1538, comme l'immense majorité des monastères britanniques, à la suite de la rupture entre Henry VIII et l'Église catholique, l'abbaye de Roche est fermée lors de la campagne de dissolution des monastères. Le site est attribué à Thomas Vavasour (en) et William Ramsden en 1554. En 1723, ce qui reste de l'abbaye passe entre les mains de Thomas Lumley-Saunderson.
En 1774, le parc est confié aux soins du paysagiste Capability Brown. Par la suite, il a été avancé que la destruction des bâtiments était principalement l'œuvre du paysagiste, mais il semble que son travail ait porté principalement sur la rivière, d'une part, et que la destruction des bâtimetns monastiques date principalement de 1712, quand les habitants de Bawtry demandent l'autorisation de se servir des pierres de l'abbaye pour reconstruire leur église paroissiale.
Au XIXe siècle, des fouilles archéologiques sont réalisées : les premières sont l'œuvre du docteur James Aveling, en 1857 et 1867. Puis le site est donné en 1921 par le comte de Scarborough à la Secrétairerie d'État ; en 1930, les deux cours d'eau transformés par Capability Brown sont rendus à leur état médiéval ; des parties inondées de l'abbaye peuvent désormais être excavées.

## L'abbaye

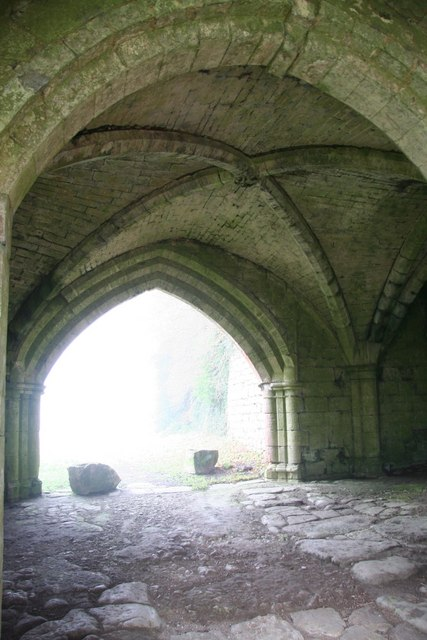
La porterie de l'abbaye, le bâtiment le mieux conservé.

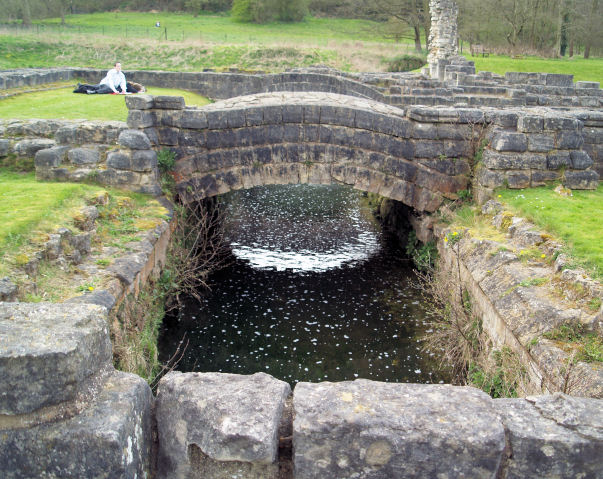
Certains des aménagements paysagers effectués par Capability Brown.

L'abbaye est située dans une vallée formée par deux petits cours d'eau, les Laughton et Maltby Dikes.
Le plan de l'abbaye était un plan typique des abbayes cisterciennes, avec le cloître central entouré au nord de l'église abbatiale, à l'est du dortoir des moines et de la salle capitulaire, ainsi que du parloir et de la sacristie, au sud de la cuisine et du réfectoire, enfin à l'ouest du bâtiment des convers
Les principaux restes conservés sont les murs et les arcs du transept de l'abbatiale, situés à l'est de l'édifice, ainsi que la porterie de l'abbaye. Il s'agit d'une des rares abbayes qui n'ait subi aucune reconstruction : les vestiges actuels sont donc ceux du XIIe siècle ; l'influence du style bourguignon est assez visible.